# Караманико-Терме
Караманико-Терме (итал. Caramanico Terme) — коммуна в Италии, расположена в регионе Абруццо, подчиняется административному центру Пескара.
Население составляет 2066 человек, плотность населения составляет 25 чел./км². Занимает площадь 84 км². Почтовый индекс — 65023. Телефонный код — 085.
В коммуне 15 августа особо празднуется Успение Пресвятой Богородицы.

## Географическое положение
Располагается на высоте 613 м над уровнем моря недалеко от слияния рек Орфенто и Орта, на вершине холма между горами Монтань-дель-Морроне и Маелла.

## Название
Город получил свое название либо от cara, что означает скала, либо от arimannia, лангобардского поселения в позднем Средневековье. Затем название Терме было добавлено в 1960 году из-за наличия поблизости спа-центра.
Нынешнее поселение зарегистрировано со времен Лангобардии. Затем оно претерпело выдающееся развитие в 14-15 веках, при семье Д'Акино, в этот период было построено много важных памятников.
В 1706 году землетрясение неподалёку разрушило город.
Фамилия "Caramanica", возможно, произошла из этой местности.